# Le Grand A (bande dessinée)
Le Grand A (sous-titre : Il mange 195 jours de votre vie) est un album de bande dessinée de Xavier Bétaucourt et Jean-Luc Loyer, paru en 2016 aux éditions Futuropolis.

## Thème
L'action se situe à Noyelles-Godault et à Hénin-Beaumont, communes du Pas-de-Calais. Il s'agit d'une satire sur la vie d'un centre commercial, point central de la vie locale.

## Genèse
Xavier Bétaucourt a bénéficié de l'aide financière du CNL pour l'élaboration de l'album. Il est natif de la région Nord-Pas-de-Calais, tout comme Jean-Luc Loyer qui est né à Hénin-Beaumont.

## Accueil
La sortie de l'album reçoit un certain écho, aussi bien dans les médias locaux, que dans les médias nationaux,. Sa sortie est également saluée par les médias spécialisés,,.

## Distinction
En décembre 2016, Xavier Bétaucourt et Jean-Luc Loyer obtiennent le Prix lycéen spécial BD d'économie 2016 pour Le Grand A .

### Documentation
- Pascal Wallart, « Noyelles-Godault: "Le grand A", lettre de noblesse de Xavier Betaucourt et Jean-Luc Loyer », La Voix du Nord,‎ 3 novembre 2015